# Demostración de la irracionalidad de e
En matemáticas, la identidad como serie del número e
{\displaystyle e=\sum _{n=0}^{\infty }{\frac {1}{n!}}}

El número e está relacionado con el área bajo la curva de la ecuación y=1/x. Cuando los valores de x están comprendidos entre 1 y e, este área vale 1.

puede ser usado para probar que e es un número irracional. De las tantas representaciones posibles de e, esta es la serie de Taylor para la función exponencial ey evaluada en y=1.

## Demostración
Esta es una prueba por contradicción. Inicialmente se supone que e es un número racional de la forma a/b.

{\displaystyle e={\frac {a}{b}}}

Se define el número
{\displaystyle \ x=b!\,{\biggl (}e-\sum _{n=0}^{b}{\frac {1}{n!}}{\biggr )}.}
Notar que x es un entero, se sustituye e = a/b en esta definición para obtener
{\displaystyle x=b!\,{\biggl (}{\frac {a}{b}}-\sum _{n=0}^{b}{\frac {1}{n!}}{\biggr )}=a(b-1)!-\sum _{n=0}^{b}{\frac {b!}{n!}}\,.}
El primer término es un entero, y cada fracción en la suma es un entero ya que n≤b para cada término. Por lo tanto, x es un entero.
Ahora probaremos que 0 < x < 1. Primero, insertamos la serie que representa al número e esto es {\displaystyle e=\sum _{n=0}^{\infty }{\frac {1}{n!}}}, en la definición de x para obtener
{\displaystyle x=\sum _{n=b+1}^{\infty }{\frac {b!}{n!}}>0\,.}
Para todos los términos con n ≥ b + 1 tenemos el estimado superior
{\displaystyle {\frac {b!}{n!}}={\frac {1}{(b+1)(b+2)\cdots (b+(n-b))}}\leq {\frac {1}{(b+1)^{n-b}}}\,,}
el cual es estricto aun para cada n ≥ b + 2. Cambiando el índice de la sumatoria a k = n – b y usando la fórmula para la serie geométrica infinita, obtenemos
{\displaystyle x=\sum _{n=b+1}^{\infty }{\frac {b!}{n!}}<\sum _{k=1}^{\infty }{\frac {1}{(b+1)^{k}}}={\frac {1}{b+1}}{\biggl (}{\frac {1}{1-{\frac {1}{b+1}}}}{\biggr )}={\frac {1}{b}}<1.}
Como no hay un entero entre 0 y 1, hemos llegado a una contradicción, y por lo tanto, e debe ser irracional.